# Kanina (Mělníki járás)
Kanina település Csehországban, a Mělníki járásban. Kanina Vysoká, Mšeno, Nebužely, Kokořín és Chorušice településekkel határos. Lakosainak száma 103 fő (2024. január 1.).

## Népesség
A település lakosságának változását az alábbi diagram mutatja:
| Lakosok száma | 257  | 292  | 320  | 209  | 114  | 45   | 88   | 92   | 90   | 103  |
|               | 1869 | 1890 | 1921 | 1950 | 1980 | 2001 | 2017 | 2019 | 2022 | 2024 |